# Bernhard Adelmann von Adelmannsfelden
Bernhard Adelmann von Adelmannsfelden (Neubronn, 27 maggio 1459 – Eichstätt, 16 dicembre 1523) è stato un teologo e umanista tedesco.

## Biografia

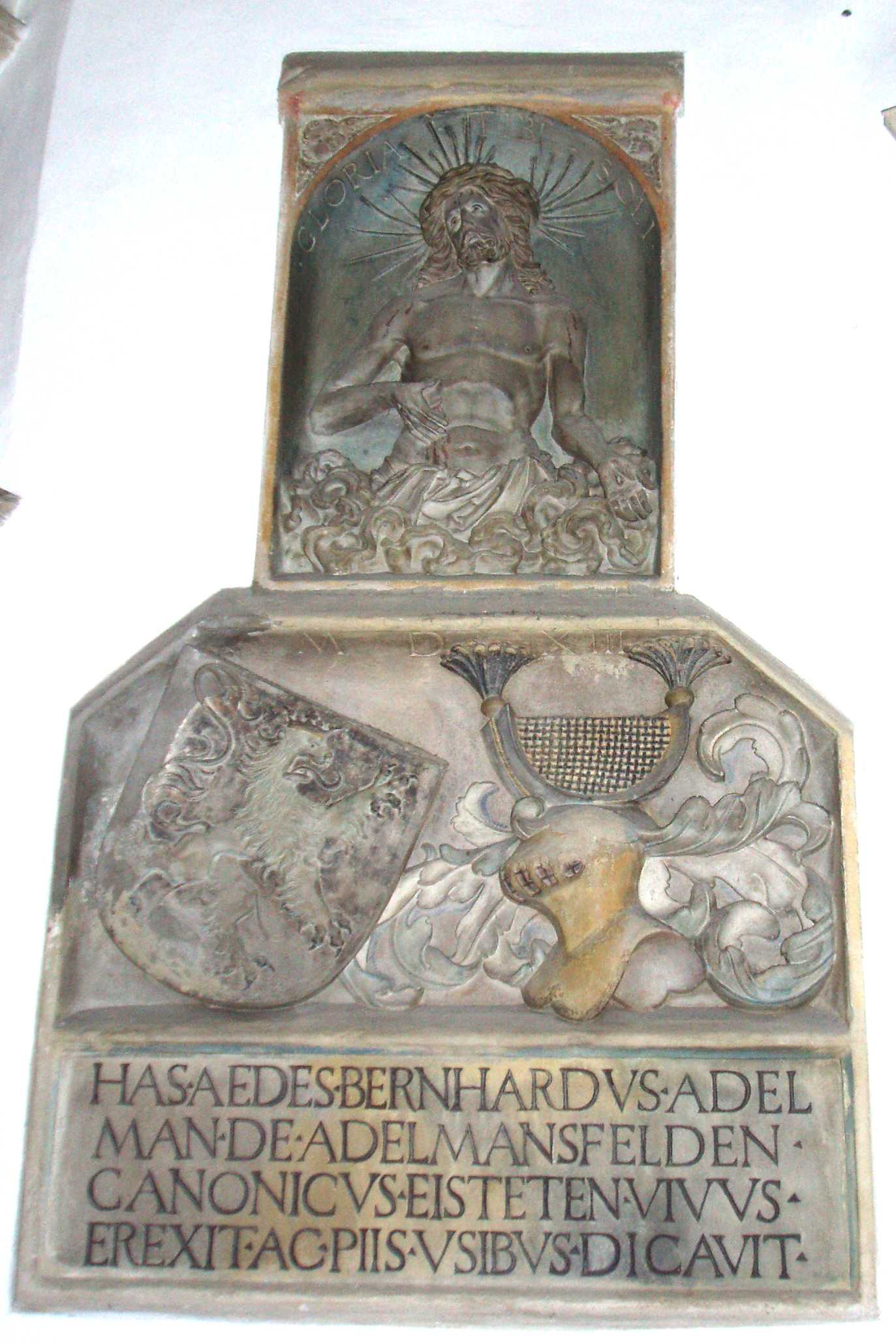

Bernhard Adelmann von Adelmannsfelden nacque ad Abtsgmünd il 27 maggio 1459. Fratello maggiore di Konrad, anche lui umanista.
Fu canonico dal 1472 a Eichstätt e ad Augusta dal 1498, difensore di Johannes Reuchlin, amico e difensore di Martin Lutero contro il suo strenuo oppositore, il teologo cattolico Johannes Eck, dalle cui accuse venne, nel 1520, assolto.